# 4134 Шютц
4134 Шютц (4134 Schütz) — астероїд головного поясу, відкритий 15 лютого 1961 року.
Тіссеранів параметр щодо Юпітера — 3,581.